# 荒川十太夫
荒川 十太夫（あらかわ じゅうだゆう、生年没年不詳）は、伊予松山藩藩士。伊予松山藩士荒川家の初代となる。

## 概略

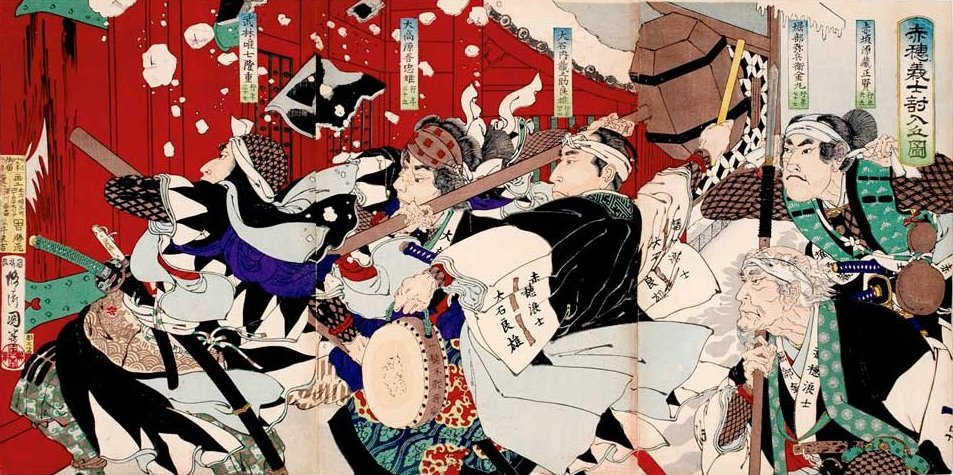
赤穂義士（浪士）の討ち入り

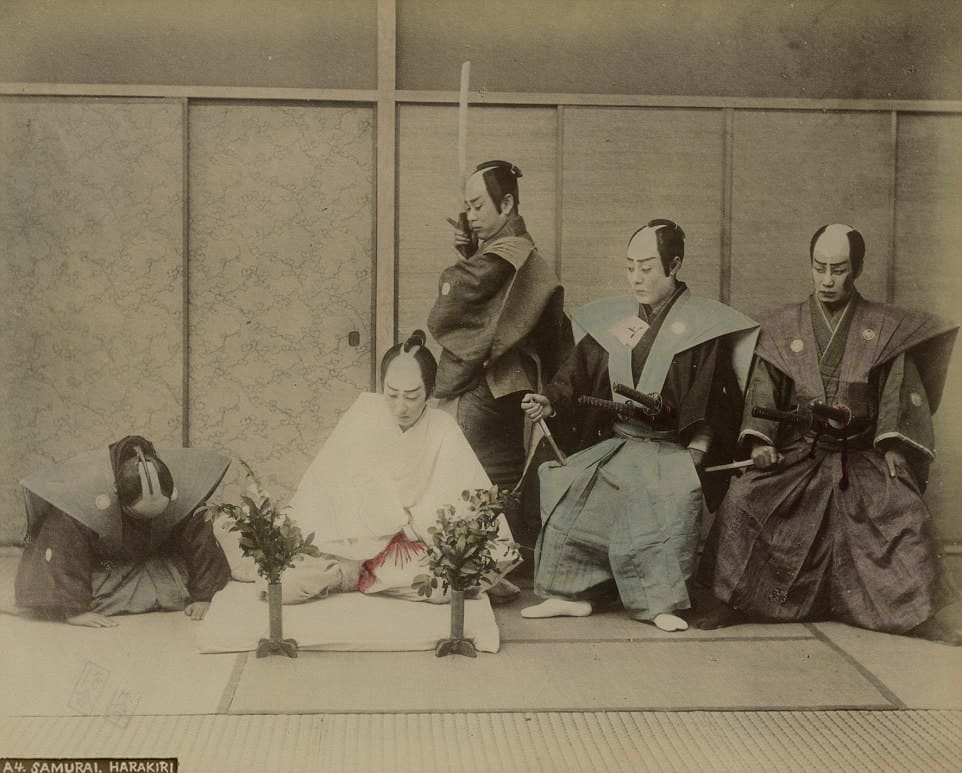
介錯人。白装束（切腹する武士）の背後で刀を構えている。

元禄2年（1689）、江戸において伊予松山藩に仕官していた。身分は、徒歩目付、十二石三人扶持。
元禄16年（1703）2月4日、伊予松山藩主松平壱岐守定直の三田中屋敷（江戸の中屋敷）で、赤穂義士の切腹が執り行われた。荒川十太夫は、その際、2番目の堀部安兵衛と5番目の不破数右衛門の介錯人を務めている。
随筆春秋代表理事の池田元が荒川十太夫から数えて10代目の子孫にあたる。

## 古典芸能との関係
令和4年度大谷竹次郎賞に『赤穂義士外伝の内　荒川十太夫』が決定した。竹柴潤一の脚本である。2022年12月13日付けで歌舞伎公式ホームページ「歌舞伎 on the web」で発表された。
『荒川十太夫』は、赤穂義士伝約300席のうち、義士周辺の人物を扱う「外伝」のうちの一席である。最近では、講談師の神田松鯉（人間国宝）やその弟子の神田伯山が好んで読んでいる。伯山のCD（正確には松之丞時代に収録したCD『松之丞 講談 －シブラク名演集』）を通じて『荒川十太夫』を知った歌舞伎役者の尾上松緑が講談をもとにした新作歌舞伎『赤穂義士外伝の内 荒川十太夫』を2022年10月、2024年1月、歌舞伎座で上演した。
堀部安兵衛は、高田馬場の仇討でも有名な人物である。切腹の際、後ろで刀を構える荒川十太夫を振り返った安兵衛が「ご身分は」と尋ねると、十太夫は「ご心配なく」と答えた。
しかし安兵衛はじっとこちらを見つめたままである。そこで仕方なく「物頭役二百石でござる」と十太夫は告げた。
本当は、五両三人扶持の徒士で御目見得以下の軽輩あったが、そのような低い身分では、堀部家の恥になると考えた。そのときのとっさの気配りに、十太夫は藩主から褒美を授かっている。
物語は、その堀部安兵衛の七回忌（亡くなってから6年後）、荒川十太夫が安兵衛の眠る泉岳寺（東京都港区高輪）に参った帰り道、図らずも自分の上役と会ってしまうところから始まる。

## 主な関係者一覧
- 神田松鯉（講談師/人間国宝）
- 神田伯山（神田松鯉の弟子）
- 尾上松緑（四代目 尾上松録）
- 池田元（一般社団法人随筆春秋 代表理事）
- 近藤健（同人誌随筆春秋 代表）